# Туручедо
Туручедо — пресноводное озеро в Таймырском Долгано-Ненецком районе Красноярском крае России, в правобережье нижнего течения реки Енисей, в междуречье Енисея и Дудинки, западнее хребта Лонгдокойский камень, восточнее озера Сиговое.

## Общие сведения
Имеет овальную форму с крупным заливом в южной части. Высота над уровнем моря — 71 м. Площадь озера — 11,9 км², водосборная площадь — 35 км². Длина составляет около 5,7 км, ширина в центральной части достигает 2,9 км .

## Описание
Впадает несколько небольших ручьёв. На северо-востоке вытекает протока, впадающая в реку Ветку, несущую свои воды в озеро Поколко. Острова отсутствуют. Берега пологие, более обрывистые на востоке, где к озеру подступает тайга, покрытые в основном тундровой растительностью и кустарником. Множество мелких озёр в окрестности. Населённые пункты на озере отсутствуют.

## История
Зимой, в конце 1849 или в начале 1850 года (более точная датировка затруднена из-за отсутствия календаря и письменной истории у сражавшихся сторон) на берегу Туручедо произошла битва между обдорскими ненцами с одной стороны, и объединенным войском таймырских энцев, эвенков и, возможно, нганасанов, с другой стороны.